# Коченевский, Модест Капитонович
Моде́ст Капито́нович Коченевский (1836—1917) — миргородский уездный предводитель дворянства, член III Государственной думы от Полтавской губернии.

## Биография
Православный. Из потомственных дворян. Землевладелец Миргородского уезда (1433 десятины).
Среднее образование получил в частном пансионе. В 1858 году окончил физико-математический факультет Харьковского университета со степенью кандидата естественных наук.
В 1859 году поступил на службу в канцелярию полтавского губернатора. В 1861 году — почетный смотритель Кобелякского уездного училища. В 1862—1865 годах состоял членом Полтавской межевой палаты. В 1869 году был перемещен в Миргородское уездное училище почетным смотрителем. Состоял участковым мировым судьей (1869—1876) и председателем съезда мировых судей Миргородского уезда (1872—1876). В 1876 году — член Курского окружного суда. В 1890 году был назначен непременным членом Полтавского губернского присутствия и состоял в этой должности до 1902 года. Дослужился до чина действительного статского советника (30 августа 1893 года).
С 1865 года избирался гласным Полтавского уездного и губернского земских собраний, а также почетным мировым судьей по Миргородскому уезду. 23 января 1902 года был избран Миргородским уездным предводителем дворянства, в каковой должности пробыл три трехлетия. Затем состоял причисленным к Ведомству учреждений императрицы Марии.
3 октября 1908 года на дополнительных выборах был избран членом Государственной думы от съезда землевладельцев Полтавской губернии на место скончавшегося Г. Н. Навроцкого. Входил в русскую национальную фракцию. Состоял членом комиссий по местному самоуправлению и по судебным реформам.
Скончался 23 мая 1917 года в местечке Березовая Лука, Миргородского уезда, после продолжительной болезни. Был похоронен там же.

## Награды
- Орден Святой Анны 2-й ст. (1885)
- Орден Святого Владимира 3-й ст. (1897)
- Орден Святого Станислава 1-й ст. (1901)

- медаль «В память царствования императора Александра III»
- медаль «В память 25-летия церковных школ»
- медаль «В память 200-летия Полтавской битвы»
- медаль «В память 300-летия царствования дома Романовых»
- знак отличия беспорочной службы за XL лет